# Alabama Law Enforcement Agency
L'Alabama Law Enforcement Agency è un'agenzia governativa di polizia statale dell'Alabama.

## Storia
La creazione di ALEA è stata proposta dal senatore Del Marsh e altri nel Senate Bill 108 (SB108) durante la sessione ordinaria del 2013 della legislatura dell'Alabama. Il disegno di legge è stato approvato da entrambe le Camere ed è stato firmato dall'allora governatore Robert J. Bentley il 19 marzo 2013 come legge 2013-67 e codificato nel Codice dell'Alabama 1975, Titolo 41 - Governo statale, Capitolo 27 - Alabama State Law Enforcement Agency.
Secondo il senatore Marsh, l'intento dell'SB108 era quello di gestire la sicurezza pubblica "...in un modo più efficiente ed economicamente vantaggioso". Questo disegno di legge e la sua proposta di consolidamento delle preesistenti forze dell'ordine a livello statale (Legacy Agencies) si basava sulle raccomandazioni di un gruppo di studio sulla sicurezza pubblica creato nel 2012 per razionalizzare le 22 agenzie statali con funzioni di applicazione della legge e tagliare la spesa.